# Mena Suvari
Mena Alexandra Suvari (Newport, 13 febbraio 1979) è un'attrice e modella statunitense.

## Biografia
Mena Suvari nasce a Newport, nel Rhode Island, il 13 febbraio del 1979, figlia di Ando Ivar Süvari, uno psichiatra estone originario di Pärnu (nella contea di Pärnumaa), e di Candice Chambers, un'infermiera statunitense di origini greche. Inizia la carriera di modella nel 1991, all'età di dodici anni. Nel 1995 appare nelle serie televisive Crescere, che fatica! e E.R., esordendo nel 1997 in una pellicola cinematografica, Ecstasy Generation (Nowhere), diretta da Gregg Araki.
La notorietà giunge nel 1999, nel ruolo della giovane e conturbante Angela in American Beauty, al fianco di Kevin Spacey. L'interpretazione le fa ottenere una candidatura ai BAFTA come miglior attrice non protagonista. Nello stesso anno interpreta il ruolo di Heather nella commedia adolescenziale American Pie. Sempre nel 1999 appare anche nel video di Teenage Dirtbag dei Wheatus.
In seguito al successo ottenuto in questo film, Mena Suvari appare in molte produzioni hollywoodiane come coprotagonista, recitando ad esempio in film come American Pie 2 e American School. Nel 2004 interpreta il ruolo di una poetessa lesbica nella serie Six Feet Under e nel 2006 interpreta una delle ragazze della Factory nel controverso Factory Girl. Nel 2011 viene scelta da Ryan Murphy per interpretare il ruolo della Dalia Nera nella prima stagione della serie antologica American Horror Story: Murder House.

## Vita privata
Mena Suvari è stata sposata dal 2000 al 2005 con il direttore della fotografia Robert Brinkmann. Nel 2007 conosce il produttore musicale canadese d'origine italiana Simone Sestito, che sposa nella Città del Vaticano il 26 giugno del 2010. La coppia divorzia nell'ottobre del 2012. È vegana dal 2017 e promotrice di prodotti cosmetici e d'abbigliamento ecologici e cruelty-free. Nel 2018 sposa il compositore Michael Hope.

## Filmografia

### Cinema
- Ecstasy Generation (Nowhere), regia di Gregg Araki (1997)
- Il collezionista (Kiss the Girls), regia di Gary Fleder (1997)
- L'altra faccia di Beverly Hills (Slums of Beverly Hills), regia di Tamara Jenkins (1998)
- Carrie 2 - La furia (The Rage: Carrie 2), regia di Katt Shea (1999)
- American Pie, regia di Paul Weitz e Chris Weitz (1999)
- Live Virgin (American Virgin), regia di Jean-Pierre Marois (1999)
- American Beauty, regia di Sam Mendes (1999)
- American School (Loser), regia di Amy Heckerling (2000)
- Le insolite sospette - Sugar & Spice (Sugar & Spice), regia di Francine McDougall (2001)
- American Pie 2, regia di James B. Rogers (2001)
- D'Artagnan (The Musketeer), regia di Peter Hyams (2001)
- Spun, regia di Jonas Åkerlund (2002)
- Sonny, regia di Nicolas Cage (2002)
- Trauma, regia di Marc Evans (2004)
- Beauty Shop, regia di Bille Woodruff (2005)
- Edmond, regia di Stuart Gordon (2005)
- Domino, regia di Tony Scott (2005)
- Vizi di famiglia (Rumor Has It), regia di Rob Reiner (2005)
- Factory Girl, regia di George Hickenlooper (2006)
- Brooklyn Rules, regia di Michael Corrente (2007)
- Stuck, regia di Stuart Gordon (2007)
- I misteri di Pittsburgh (The Mysteries of Pittsburgh), regia di Rawson Marshall Thurber (2007)
- Day of the Dead, regia di Steve Miner (2008)
- The Garden of Eden, regia di John Irvin (2008)
- American Pie: Ancora insieme (American Reunion), regia di Jon Hurwitz e Hayden Schlossberg (2012)
- Don't Blink - Non chiudere gli occhi, regia di Travis Oates (2014)
- The Murder of Nicole Brown Simpson, regia di Daniel Farrands (2019)
- Non dirlo a nessuno (Don't Tell a Soul), regia di Alex McAulay (2020)
- Attrazione letale (What Lies Below), regia di Braden R. Duemmler (2020)
- Fireflies at El Mozote, regia di Ernesto Melara (2023)
- Prey - La grande caccia, regia di Mukunda Michael Dewil (2024)
- Reagan - Un presidente sotto i riflettori (Reagan), regia di Sean McNamara (2024)
- Ick, regia di Joseph Kahn (2024)

### Televisione
- E.R. - Medici in prima linea (ER) - serie TV, 1 episodio (1996)
- Six Feet Under - serie TV, 7 episodi (2004)
- Sesso & bugie a Las Vegas (Sex and Lies in Sin City) - film TV (2008)
- Psych - serie TV, episodio 5x16 (2010)
- The Cape - serie TV, 1 episodio (2011)
- American Horror Story - serie TV, 3 episodi (2011-2018)
- Fuga dal passato - film TV (2011)
- Chicago Fire - serie TV, 7 episodi (2015)
- South of Hell - serie TV, 8 episodi (2015)
- I'll Be Home for Christmas, film TV (2016)
- American Woman - serie TV, 11 episodi (2018)

## Riconoscimenti
- Premi BAFTA 2000
  - 2000: Candidatura alla Migliore attrice non protagonista per American Beauty

- Blockbuster Entertainment Awards 2000
  - 2000: Candidatura alla migliore attrice esordiente per American Beauty

- Teen Choice Awards
  - 2000: Candidatura alla migliore performance rivelazione femminile per American Beauty

- Young Hollywood Awards
  - 2000: Miglior performance rivelazione femminile per American Beauty

## Doppiatrici italiane
Nelle versioni in italiano dei suoi lavori, Mena Suvari è stata doppiata da:
- Domitilla D'Amico ne Le insolite sospette, American Beauty, Trauma, Domino, Sonny, Vizi di famiglia, Factory Girl, Edmond, American Woman, Non dirlo a nessuno, Attrazione letale, Prey - La grande caccia
- Valentina Mari in American Pie, American Pie 2, American Pie - Ancora insieme
- Ilaria Latini in L'altra faccia di Beverly Hills, American Horror Story
- Perla Liberatori in American School, Psych
- Patrizia Mottola in Spun, Stuck
- Emanuela D'Amico in Six Feet Under
- Gemma Donati in Caffeine
- Chiara Gioncardi ne I misteri di Pittsburgh
- Emanuela Pacotto in Disastro ad alta velocità
- Chiara Colizzi in Beauty Shop
- Barbara De Bortoli in D'Artagnan
- Ilaria Silvestri in Don't Blink - Non chiudere gli occhi
- Jenny De Cesarei in Reagan - Un presidente sotto i riflettori